# Stephen Bayliss
Stephen Bayliss (5 de marzo de 1979) es un deportista británico que compitió en triatlón. Ganó tres medallas de bronce en el Campeonato Europeo de Triatlón de Larga Distancia entre los años 2005 y 2012.

## Palmarés internacional
| Campeonato Europeo | Campeonato Europeo   | Campeonato Europeo | Campeonato Europeo |
| Año                | Lugar                | Medalla            | Prueba             |
| ------------------ | -------------------- | ------------------ | ------------------ |
| 2005               | Säter (Suecia)       | Medalla de bronce  | Individual         |
| 2007               | Brasschaat (Bélgica) | Medalla de bronce  | Individual         |
| 2012               | Roth (Alemania)      | Medalla de bronce  | Individual         |